# Vịnh Obi

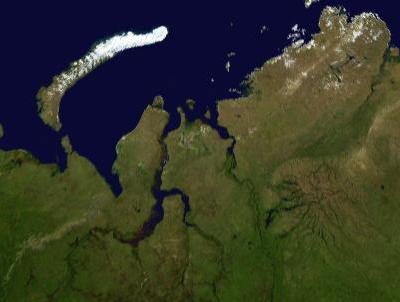
Vịnh Ob (hình chụp từ vệ tinh)

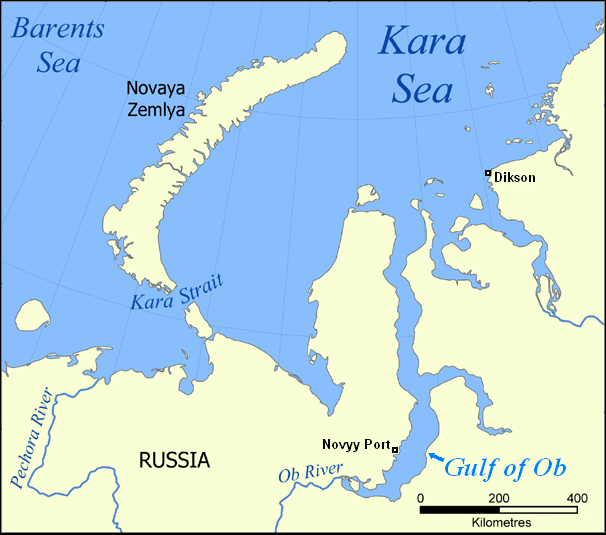
Bản đồ chỉ vị trí Biển Kara và Vịnh Ob

Vịnh Obi (tiếng Nga: Обская губа, Obskaya guba) là một vịnh lớn của Bắc Băng Dương ở phía bắc Nga, tại nơi gọi là cửa sông Obi.
Vịnh này thông với biển Kara ở quãng giữa bán đảo Yamal và bán đảo Gydan. Vịnh này có chiều dài khoảng 1.000 km (600 mi), chiều rộng từ 50 km (30 mi) tới 80 km (50 mi), chạy từ bắc xuống nam. Vịnh Ob tương đối nông, độ sâu trung bình là từ 10 tới 12 mét, do đó các tàu bè khó giao thông. Cửa sông Taz ở bên phía đông của vịnh.

## Các đảo
Có nhiều đảo gần cửa vịnh này, ở đầu cửa sông Taz, như đảo Khaley. Các đảo này đều gần bờ, thường bằng phẳng và thấp. Về phía bắc, ngoại trừ vài đảo nằm gần bờ như Khalevigo và Nyavigo, vịnh không có đảo nào nữa cho tới khi gặp biển Kara.

## Kinh tế
Vịnh này có nhiều trữ lượng dầu lửa và khí đốt thiên nhiên. Dầu và khí đốt từ các giếng trong vịnh được chuyển về nam qua các đường ống dẫn và bằng đường sắt. Năm 2001, mỏ khí đốt Yamburg được coi là một trong các mỏ lớn nhất thế giới, nằm ở phần phía nam của vịnh.